# Where I Am
A Where I Am (magyarul: Ahol vagyok) az ausztrál–dán Anja Nissen dala, mellyel Dániát képviselte a 2017-es Eurovíziós Dalfesztiválon, Kijevben. A dal a DR által szervezett Dansk Melodi Grand Prix versenyben nyerte el az eurovíziós indulás jogát.

## Eurovíziós Dalfesztivál
A dalt az Eurovíziós Dalfesztiválon először a május 11-i második elődöntőben adta elő, fellépési sorrendben nyolcadikként a Magyarországot képviselő Pápai Joci Origo című dala után és az Írországot képviselő Brendan Murray Dying to Try című dala előtt. Az elődöntőből a tízedik helyen jutott tovább a május 13-i döntőbe, ahol fellépési sorrendben tízedikként lépett fel az Olaszországot képviselő Francesco Gabbani Occidentali’s Karma című dala után és a Portugáliát képviselő Salvador Sobral Amar pelos dois című dala előtt. A pontozás során a zsűri szavazáson összesítésben a tizenharmadik helyen végzett 69 ponttal, míg a nézői szavazáson a huszonegyedik helyen végzett 8 ponttal, így összesítésben 77 ponttal a verseny huszadik helyezettje lett.
A következő dán induló Rasmussen Higher Ground című dala volt a 2018-as Eurovíziós Dalfesztiválon.